# Parepedanus bimaculatus
Parepedanus bimaculatus is een hooiwagen uit de familie Epedanidae.